# Cratere Lohrmann

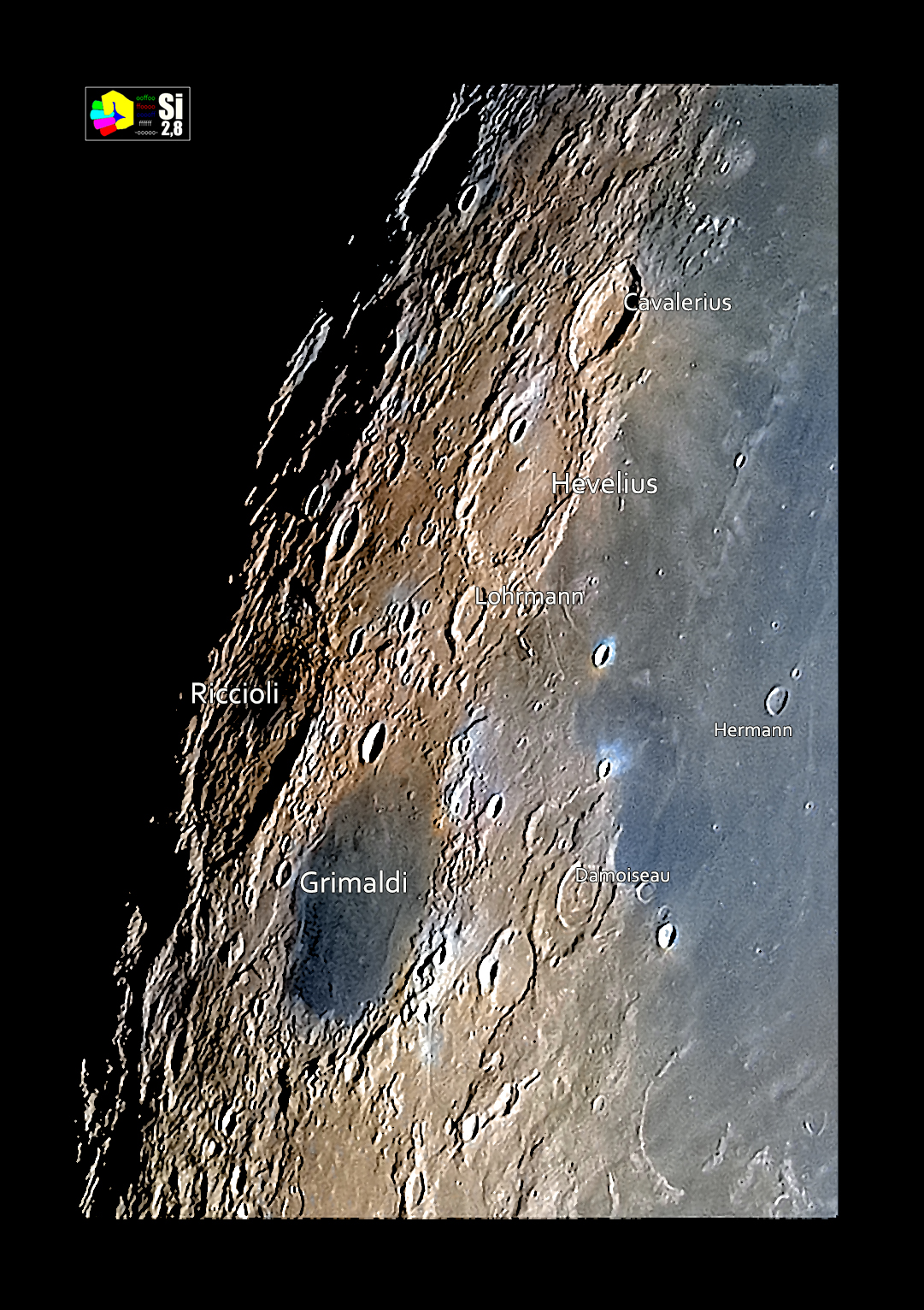
L'area del cratere in formato selenocromatico. Vedi anche:

Lohrmann è un cratere lunare di 31,25 km situato nella parte sud-occidentale della faccia visibile della Luna.